# Гордиенко, Арсений Игнатьевич
Арсений Игнатьевич Гордиенко (4 мая 1901, Покровское, Екатеринославская губерния, Российская империя — 15 декабря 1958, Васильковка, Днепропетровская область, УССР, СССР) — советский военачальник, полковник (1943).

## Биография
Родился 4 мая 1901 года в селе Покровское, ныне Бахмутского района Донецкой области.

### Военная служба

#### Гражданская война
19 декабря 1919 года добровольно вступил в РККА и служил красноармейцем в 80-м, затем 79-м стрелковых полках 9-й Донской стрелковой дивизии. Участвовал в боях с деникинскими войсками на Южном фронте под Таганрогом, Ростовом-на-Дону, Азовом, Темрюком, Анапой и Новороссийском. В конце мая — начале июня 1920 года с 79-м стрелковым полком был направлен в Харьков. В дороге заболел тифом и был госпитализирован. После выздоровления в сентябре 1920 года направляется в 5-й Украинский полк в город Полтава, а оттуда в конце ноября — начале декабря был переведен в 1-ю Конную армию в город Таганрог. Вновь заболел и с небольшими перерывами до мая 1921 года лечился в различных госпиталях, а с выздоровлением назначен в 565-й стрелковый полк в город Купянск.

#### Межвоенные годы
С июня 1921 года учился сначала в 6-й Чугуевской пехотной школе, с сентября 1922 года — на 51-х Харьковских пехотных курсах и в 6-й Харьковской пехотной школе, с сентября 1924 года — в Полтавской пехотной школе. В августе 1925 года окончил последнюю и был направлен в 88-й Красноуфимский стрелковый полк 30-й Иркутской стрелковой дивизии УВО, где проходил службу командиром взвода, помощником командира роты, командиром пулемётной роты, помощником командира батальона и командиром роты тяжелого оружия. Член ВКП(б) с 1929 года. С августа 1937 года командовал 13-м отдельным батальоном местных стрелковых войск ХВО в городе Балаклея. В августе 1939 года принял командование 656-м стрелковым полком 116-й стрелковой дивизии. В декабре 1940 года командирован на учёбу на курсы «Выстрел».

#### Великая Отечественная война
С началом войны майор Гордиенко 2 июля 1941 года был назначен, на стадии формирования 3-й стрелковой дивизии народного ополчения Молотовского района Москвы командиром её 8-го стрелкового полка. Затем переведен командиром 1033-го стрелкового полка 280-й стрелковой дивизии, формировавшейся в МВО. В конце августа дивизия вошла в состав 3-й армии Брянского фронта и вела тяжелые оборонительные бои на реке Десна севернее города Почеп. 7 октября он получил приказ на отход за реку Десна. В ходе последующих боев вместе с дивизией попал в окружение. В Борщевском лесу для прорыва было создано 4 отряда, один из которых возглавил майор Гордиенко. 8 ноября он со своим отрядом вышел из кольца окружения в районе Тулы, затем состоял в распоряжении Военного совета 3-й армии. В начале декабря Гордиенко назначается командиром 856-го стрелкового полка 283-й стрелковой дивизии и участвовал с ним в Елецкой наступательной операции и освобождении города Ефремов. Продолжая наступление, дивизия к 29 декабря вышла к реки Зуша и захватила плацдарм на её западном берегу северо-западнее города Новосиль. С 16 января 1942 года дивизия находилась в резерве 3-й армии. В течение февраля — марта провела три операции по захвату плацдармов на реках Зуша и Ока в районах Бабенково, Чегодаево, Хмелевое, Кривцово и Тимцы (Орловской обл.).
В апреле 1942 года подполковник Гордиенко переведен командиром 771-го стрелкового полка 137-й стрелковой дивизии, находившейся в это время в резерве армии. С 5 июня и до конца года дивизия занимала рубеж обороны устье реки Колпенка — Ново-Бытьково, участвовала в Воронежско-Ворошиловградской оборонительной операции. В конце января — начале февраля 1943 года она была передана 48-й армии и вела наступательные бои на орловском направлении (с 13 марта — в составе войск Центрального фронта). 23 мая полковник Гордиенко назначается заместителем командира 137-й стрелковой дивизии. В этой должности участвовал в Курской битве, Орловской и Черниговско-Припятской наступательных операциях. В середине ноября дивизия вела бои по ликвидации плацдарма противника на западном берегу Днепра южнее Речицы. 27 ноября её части форсировали реку Березина и вели наступление в направлении Жлобина. С 20 по 23 декабря 1943 года исполнял обязанности командира 137-й стрелковой дивизии.
В феврале 1944 года полковник Гордиенко убыл в резерв Ставки, а в мае был зачислен слушателем в Высшую военную академию им. К. Е. Ворошилова. По окончании её ускоренного курса в марте 1945 года откомандирован в распоряжение Военного совета 3-го Белорусского фронта и с 20 апреля принял командование 63-й стрелковой дивизией, входившей в состав 72-го стрелкового корпуса 5-й армии. В это время она находилась в Восточной Пруссии на побережье Балтийского моря и после завершения Восточно-Прусской наступательной операции активных боевых действий не вела. В конце месяца дивизия вместе с армией была выведена в резерв Ставки ВГК и переброшена на Дальний Восток в состав Приморской группы войск. В июне полковник Гордиенко сдал командование дивизией и был зачислен в распоряжение Военного совета армии, затем в июле назначен заместителем командира 215-й стрелковой дивизии.

#### Советско-японская война
В ходе войны дивизия в составе 72-го стрелкового корпуса 5-й армии 1-го Дальневосточного фронта участвовала в Маньчжурской, Харбино-Гиринской наступательных операциях, в прорыве Волынского УРа японцев и овладении уездным городом Гиринской провинции — Дуньхуа. С 24 августа она несла охрану ж.-д. объектов на участке Дуньхуа — Цзяохэ, г. Гирин, заводов и других объектов Гиринской провинции. За отличия в боях на Дальнем Востоке дивизия была награждена орденом Кутузова 2-й ст. (19.09.1945).

#### Послевоенное время
После войны с сентября 1945 года Гордиенко командовал 157-й стрелковой дивизией 5-й армии в г. Муданьцзян, а с февраля 1946 г. — 105-й стрелковой дивизией Приморского ВО. После расформирования последней в ноябре 1946 года переведен заместителем командира 277-й стрелковой Рославльской Краснознаменной орденов Суворова и Кутузова дивизии в городе Лесозаводск. С августа 1947 года командовал 2-й отдельной стрелковой бригадой 85-го стрелкового корпуса ДВО на острове Уруп. С июля 1948 года в том же корпусе был заместителем командира 20-й, а с января 1949 года — 15-й пулеметно-артиллерийских дивизий (остров Кунашир). В августе 1951 года переведен в ПриВО заместитель командира 21-й отдельной стрелковой Тартуской Краснознаменной бригады 123-го стрелкового корпуса в городе Куйбышев. 20 августа 1952 года полковник Гордиенко был уволен в запас.

## Награды
СССР
- орден Ленина (30.04.1945)[3][4]
- три ордена Красного Знамени (03.11.1944[4][5], 17.09.1945[6], 15.11.1950[4])
- орден Отечественной войны 1-й степени (20.02.1944)[7]
- орден Красной Звезды (12.08.1943)[8]
  - медали в том числе:
  - «XX лет Рабоче-Крестьянской Красной Армии» (1938)[7]
  - «За оборону Москвы» (1944)
  - «За победу над Германией в Великой Отечественной войне 1941—1945 гг.» (1945)
  - «За победу над Японией» (28.03.1946)[9]
  - «За взятие Кёнигсберга» (1945)